# Cronstedtita
La cronstedtita es un mineral de la clase de los filosilicatos, perteneciente al grupo de la serpentina. Fue descubierto en  el distrito minero de Pribarm, en Bohemia Central, República Checa, que consecuentemente se considera la localidad tipo. El nombre fue propuesto por Josef Johann Steinmann en  1821, en honor de Axel Fredrik Cronstedt (1722-1765), químico y mineralogista sueco cuyos libros revolucionaron la mineralogía y es considerado por algunos el padre de la mineralogía moderna.

## Características físicas químicas
Además del hierro que caracteriza su fórmula química, es frecuente que lleve impurezas de aluminio y de calcio. Cristalográficamente es un mineral muy complejo, del que se conocen 8 politipos

## Formación y yacimientos
Se puede formar en ambientes hidrotermales de baja temperatura, junto a los filones de metales. Suele encontrarse asociado a los siguientes minerales: esfalerita, siderita, cuarzo, pirita y clinocloro.
Se han encontrado ejemplares especialmente notables en la mina siglo XX, en Llallagua (Bolivia)